# Galcir
Galcir (conosciuto anche come Gal Circle) è un dorama stagionale primaverile prodotto e mandato in onda da Nippon Television in 11 puntate nel 2006.
Scende improvvisamente dal cielo un cowboy nelle strade di Shibuya, è appena giunto in visita dagli Stati Uniti e presto diventa un autentico eroe che aiuta a risolvere i vari problemi della vita quotidiana che affliggono le ragazze del quartiere.

## Cast
- Naohito Fujiki - Kitajima Shinnosuke
- Erika Toda - Saki
- Emi Suzuki - Remi
- Yui Aragaki - Nagisa
- Mayuko Iwasa - Rika
- Mari Yaguchi - Yurika
- Aimi Satsukawa - Shizuka
- Natsuko Oki - Sumire
- Arata Furuta- Geronimo
- Nana Yamauchi - Momo
- Katsuhisa Namase
- Yōichi Nukumizu
- Satoko Oshima
- Yu Kamiwaki - Yayoi
- Rieko Miura - Akiko
- Ryūta Satō - Ichinose-kun (Poliziotto)
- Yosuke Kawamura
- Tetsu Watanabe - star ospite
- Yoshika Kato
- Makoto Akita
- Hiroyuki Kishi
- Yukina Takase - Youko
- Ken Maeda (ep2)
- Kinako Kobayashi (ep9)

## Tema musicale
HEY!FRIENDS di Naohito Fujiki